# Opius obscuripennis
Opius obscuripennis är en stekelart som beskrevs av Carlos Schrottky 1902. Opius obscuripennis ingår i släktet Opius och familjen bracksteklar. Inga underarter finns listade i Catalogue of Life.